# Sutz-Lattrigen
Sutz-Lattrigen är en ort och kommun i distriktet Biel i kantonen Bern, Schweiz. Kommunen har 1 401 invånare (2023).
Orten ligger vid Bielsjön och består av de sammanvuxna byarna Sutz och Lattrigen. 